# Караниколова работилница
Караниколовата работилница (на гръцки: Βυρσοδεψείο Καρανικόλα) е историческа производствена сграда, работилница за щавене и обработка на кожи, в град Воден, Гърция.
Работилницата е ценен образец за началото на индустриалната архитектура в града, важна за изучаването на еволюцията ѝ.
В 1997 година като пример за традиционната производствена архитектура работилницата е обявена за паметник на културата.